# Yasuzō Masumura
Yasuzō Masumura (増村 保造, Masumura Yasuzō), né le 25 août 1924 et mort le 23 novembre 1986, est un réalisateur japonais. Il fait partie des cinéastes de la Nouvelle vague japonaise.

## Biographie

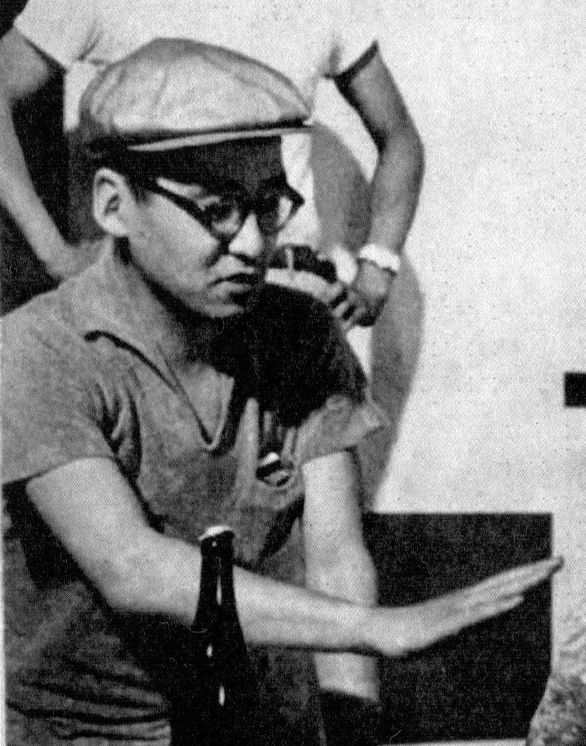
Yasuzō Masumura en 1960.

Né à Kōfu sur l'île de Honshū, il suit les cours de droit de l'université de Tokyo, qu'il abandonne pour travailler comme assistant réalisateur aux studios Daiei. Il choisit ensuite de retourner à la même université, cette fois-ci pour étudier la philosophie. Il en sort diplômé en 1949. Il obtient ensuite une bourse d'études qu'il utilise pour apprendre la réalisation au Centro sperimentale di cinematografia, en Italie, sous la tutelle de Michelangelo Antonioni, Federico Fellini et Luchino Visconti.
Il revient au Japon en 1953, et à partir de 1955, il devient assistant-réalisateur sur des films réalisés par Kenji Mizoguchi et Kon Ichikawa. Il réalise enfin son premier film en 1957 : Les Baisers (Kuchizuke).
Entre 1957 et 1982, il dirige 57 films, dont les plus célèbres : L'Ange rouge, Les Géants et les Jouets, La Bête aveugle, La Femme de Seisaku ou encore Le Soldat yakuza et Tatouage.

## Filmographie

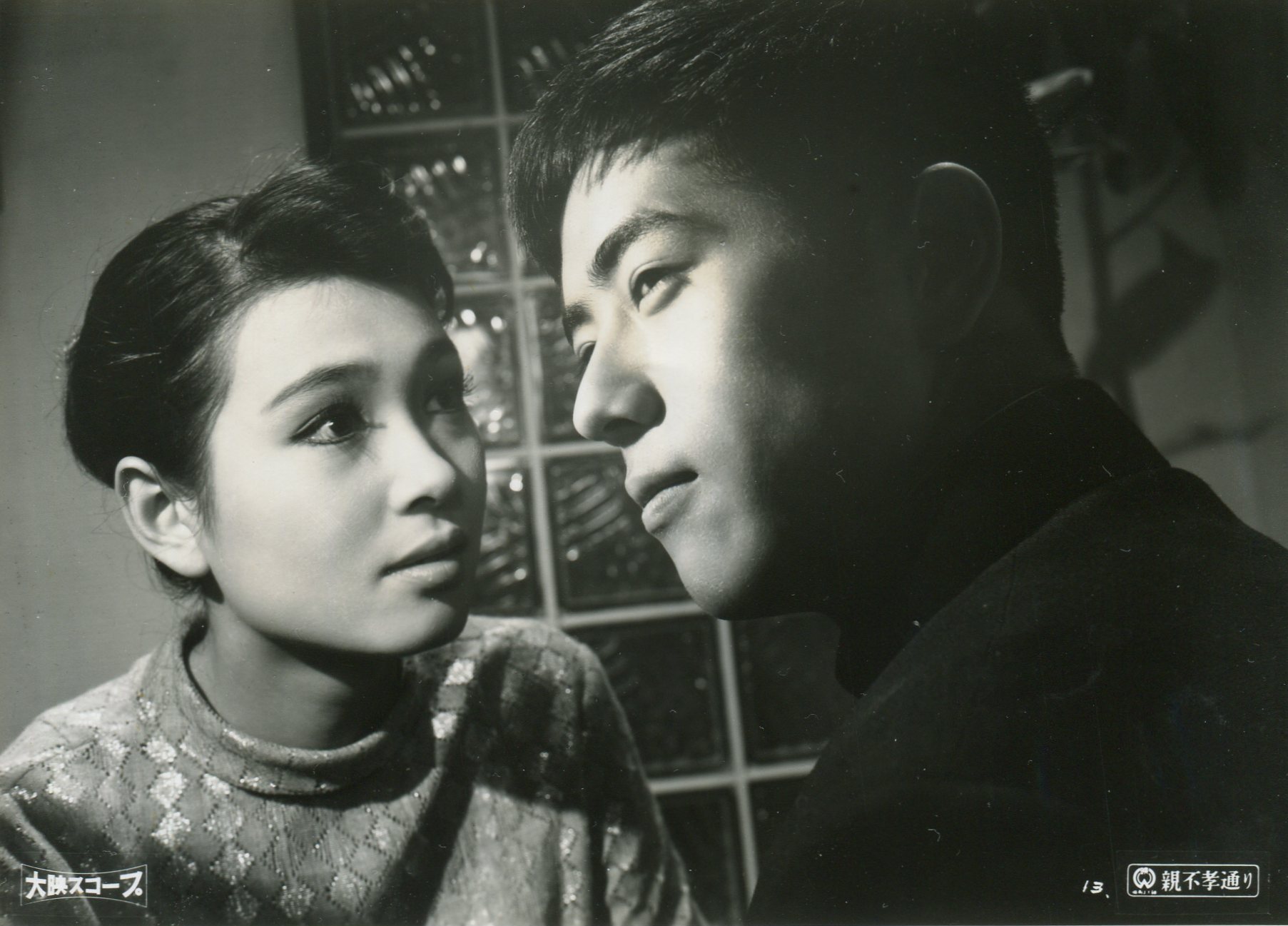
Hitomi Nozoe et Hiroshi Kawaguchi dans Avenue des enfants ingrats (1958).

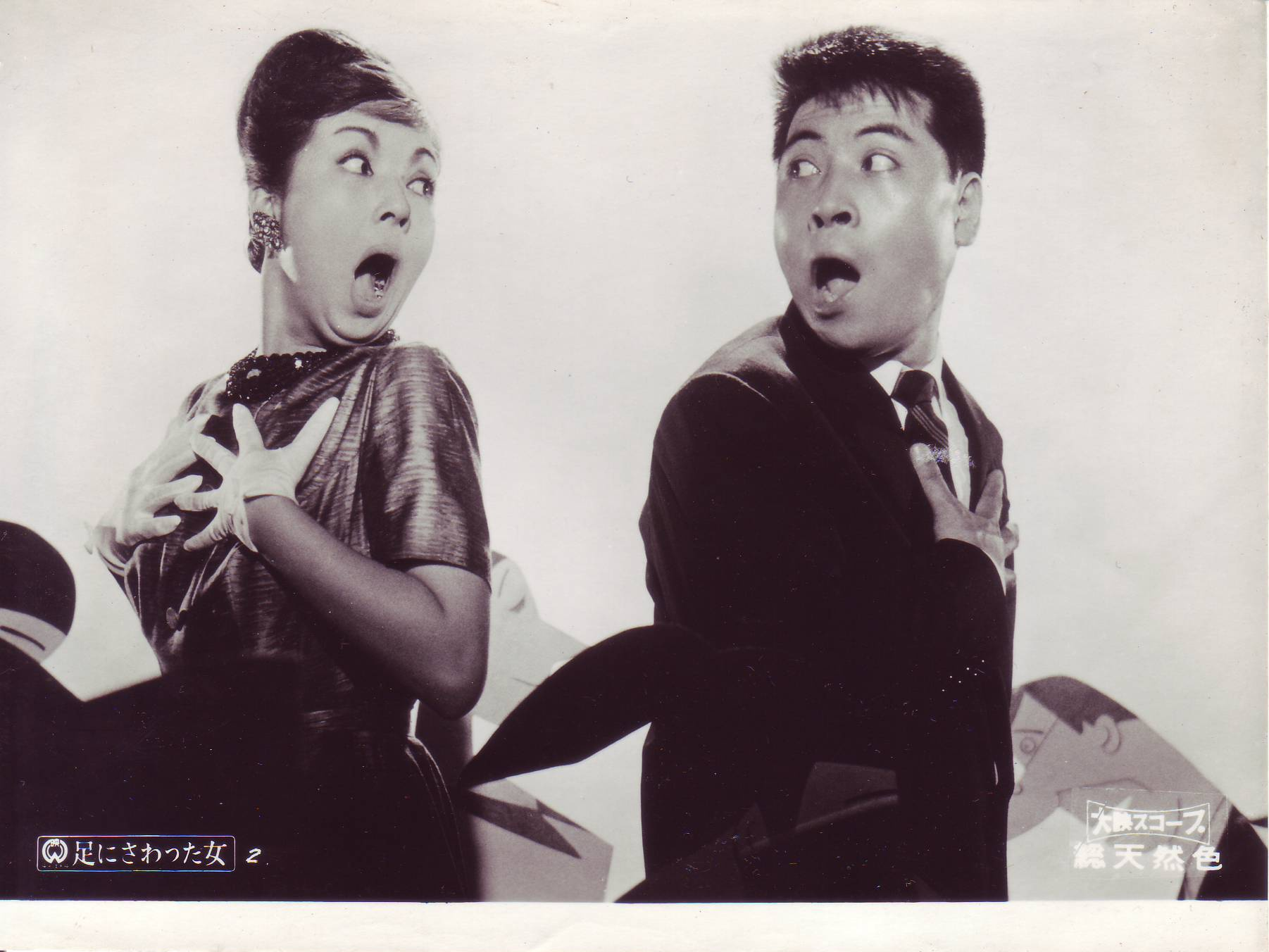
Machiko Kyō et Hajime Hana dans La Femme qui touchait les jambes (1960).

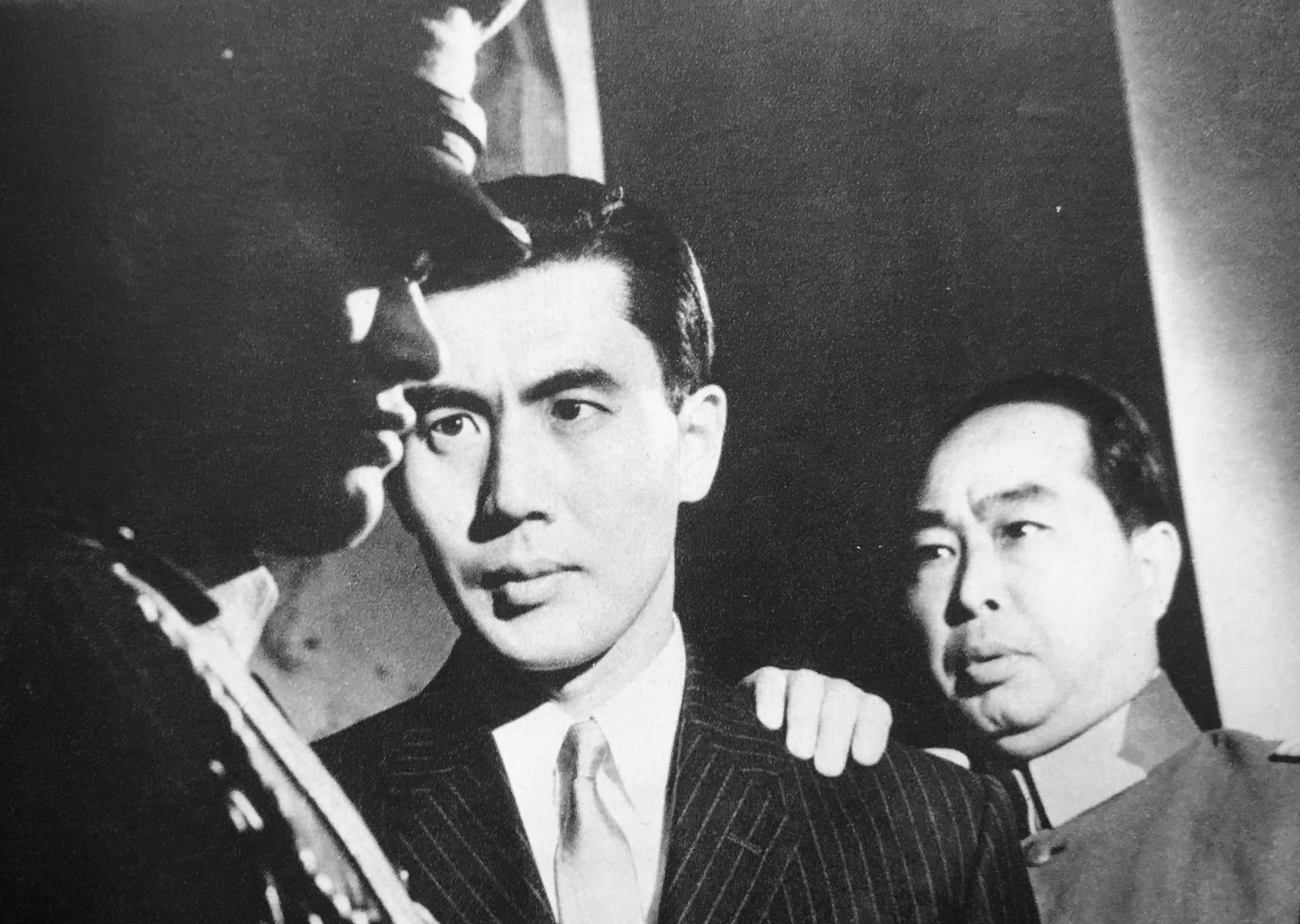
Raizō Ichikawa et Daisuke Katō dans L'École militaire de Nakano (1966).

### Comme réalisateur

#### Cinéma
Sauf indication contraire, les titres en français se basent en priorité sur ceux de la rétrospective Yasuzō Masumura à la cinémathèque française du 22 août au 14 octobre 2007 et pour les autres sur la filmographie de Yasuzō Masumura dans l'ouvrage Le Cinéma japonais de Tadao Satō.
- 1957 : Les Baisers (くちづけ, Kuchizuke?)
- 1957 : Jeune fille sous le ciel bleu (青空娘, Aozora musume?)
- 1957 : Courant chaud (暖流, Danryū?)
- 1958 : Le Précipice glacé (氷壁, Hyōheki?)
- 1958 : Les Géants et les Jouets (巨人と玩具, Kyojin to gangu?)
- 1958 : Un homme audacieux (不敵な男, Futeki na otoko?)
- 1958 : Avenue des enfants ingrats (親不幸通り, Oyafukō dōri?)
- 1959 : Femme de champion (最高殊勲夫人, Saikō shukun fujin?)
- 1959 : Débordements (氾濫, Hanran?)
- 1959 : Beauté coupable (美貌に罪あり, Bibō ni tsumi ari?)
- 1959 : À travers les ténèbres (闇を横切れ, Yami o yokogire?)
- 1960 : Testaments de femmes (女経, Jokyō?), 1er segment : La Femme qui veut mordre l'oreille (耳を噛みたがる女, Mimi o kamitagaru onna?)
- 1960 : Le Gars des vents froids (からっ風野郎, Karakkaze yarō?)
- 1960 : La Femme qui touchait les jambes (足にさわった女, Ashi ni sawatta onna?)
- 1960 : Le Faux Étudiant (偽大学生, Nise daigakusei?)
- 1961 : Vivre pour l'amour (恋にいのちを, Koi ni inochi o?)
- 1961 : L'Homme qui ne vécut que pour aimer (好色一代男, Kōshoku ichidai otoko?)
- 1961 : Confessions d'une épouse (妻は告白する, Tsuma wa kokuhaku suru?)
- 1961 : Les Sœurs encombrantes (うるさい妹たち, Urusai imōtotachi?)
- 1962 : Démangeaisons (爛, Tadare?)
- 1962 : La Voiture d'essai noire (黒の試走車, Kuro no tesuto kā?)
- 1962 : La Vie d'une femme (女の一生, Onna no isshō?)
- 1963 : Le Dossier noir (黒の報告書, Kuro no hōkokusho?)
- 1963 : Mensonges (嘘, Uso?) (1er segment : Play Girl) co-réalisé avec Kōzaburō Yoshimura (2e segment) et Teinosuke Kinugasa (3e segment)
- 1963 : Les Voyous au cœur pur (ぐれん隊純情派, Gurentai junjōha?)
- 1964 : Histoires modernes d'escroqueries : Le Tricheur (現代インチキ物語, Gendai inchiki monogatari: Damashiya?)
- 1964 : Le mari était là (「女の小箱」より 夫が見た, Otto ga mita 'Onna no kobako' yori?)
- 1964 : Passion (卍, Manji?)
- 1964 : Le Train super-express noir (黒の超特急, Kuro no chōtokkyū?)
- 1965 : Le Soldat yakuza (兵隊やくざ, Heitai yakuza?)
- 1965 : La Femme de Seisaku (清作の妻, Seisaku no tsuma?)
- 1966 : Tatouage (刺青, Irezumi?)
- 1966 : L'École militaire de Nakano (陸軍中野学校, Rikugun Nakano gakkō?)
- 1966 : L'Ange rouge (赤い天使, Akai tenshi?)
- 1967 : Deux Épouses (妻二人, Tsuma futari?)
- 1967 : La Chatte japonaise (痴人の愛, Chijin no ai?)
- 1967 : La Femme du docteur Hanaoka (華岡青洲の妻, Hanaoka Seishū no tsuma?)
- 1968 : Le Grand Salaud (大悪党, Dai akutō?)
- 1968 : Le Deuxième Sexe (セックス・チェック 第二の性, Sekkusu chekku: Daini no sei?)
- 1968 : La Boîte à cubes (積木の箱, Tsumiki no hako?)[4]
- 1968 : Le Couple humide (濡れた二人, Nureta futari?)
- 1969 : La Bête aveugle (盲獣, Mōjū?)
- 1969 : Nuée d'oiseaux blancs (千羽鶴, Senba zuru?)
- 1969 : Corps féminins (女体, Jotai?)[5]
- 1970 : La Méduse électrique (でんきくらげ, Denki kurage?)
- 1970 : Ode au yakuza (やくざ絶唱, Yakuza zesshō?)
- 1970 : La Méduse paralysée (しびれくらげ, Shibire kurage?)
- 1971 : Jeux dangereux (遊び, Asobi?)
- 1972 : Le Nouveau Soldat yakuza : la ligne de feu (新兵隊やくざ 火線, Shin heitai yakuza: Kasen?)
- 1972 : La Musique (音楽, Ongaku?)
- 1973 : L'Enfer des supplices (御用牙 かみそり半蔵地獄責め, Goyōkiba: Kamisori Hanzō jigoku zeme?)[6]
- 1974 : Le Vaurien : la guerre des territoires (悪名 縄張荒らし, Akumyō: Shima arashi?)
- 1975 : L'Archipel des artères (動脈列島, Dōmyaku rettō?)
- 1976 : La Berceuse de la grande terre (大地の子守唄, Daichi no komoriuta?)
- 1978 : Double suicide à Sonezaki (曽根崎心中, Sonezaki shinjū?)
- 1980 : Le Jardin d'Éden (エデンの園, Eden no sono?)
- 1982 : Félicitations pour les sept ans de cet enfant (この子の七つのお祝に, Kono ko no nanatsu no oiwai ni?)

#### Télévision
- 1980 : Akai shisen (赤い死線?)

### Comme scénariste
- 1967 : Le Silencieux (ある殺し屋, Aru koroshi ya?) de Kazuo Mori

## Distinctions
Sauf indication contraire, les informations mentionnées dans cette section peuvent être confirmées par la base de données cinématographiques IMDb,  présente dans la section « Liens externes ».

### Récompenses
- Asia-Pacific Film Festival : prix du meilleur réalisateur en 1959 et 1962
- Prix Blue Ribbon du meilleur film pour La Berceuse de la grande terre en 1977[7]

### Sélection
- Berlinale 1960 : en compétition officielle pour Testaments de femmes[8]